# Грех Ірена Іванівна
Ірена Іванівна Грех (нар. 15 жовтня 1959) — українська оперно-камерна та естрадна співачка мецо-сопрано, заслужена артистка України, солістка Львівської національної філармонії. Вишукано-неповторний голос мецо-сопрано з індивідуально-притаманним відблиском італійського бельканто, українською милозвучністю, блискучий артистизм вже багато років захоплюють світову публіку України, Польщі, Білорусі, Прибалтики, Франції, Італії, Чехії, Німеччини.

## Життєпис
Народилася 15 жовтня 1959 року в м. Мостиська Львівської області. Навчалася у Львівській державній консерваторії ім. М. В. Лисенка в класі сольного співу М. Хмельницької. 
На сцені львівської національної опери співачка зіграла не одну з головних ролей в таких операх як: партію Флори в опері Д. Верді "Травіата"; партію Еболі в опері Д. Верді "Дон Карлос"; партію Любаші в опері Римського-Корсакова "Царева наречена", а також багаторазово на сцені Львівської опери співала "Реквієм" В. А. Моцарта з такими провідними солістами опери, народними артистами України, як: В. Ігнатенко, І. Кушплер, В. Дудар, Л. Божко. 
В 1980—1983 рр. працювала в Заслуженій капелі України «Трембіта».
З 1998 р. — солістка Львівської філармонії. 
22 серпня 2019р. указом Президента України №616/2019 [Архівовано 3 березня 2021 у Wayback Machine.] нагороджена почесним званням "Заслужений артист України".
7 грудня 2021 року, розпорядженням Голови Верховної Ради України №1156-к, нагороджена грамотою Верховної Ради України "За заслуги перед Українським народом".
У вокальному репертуарі Ірени Грех — твори українських та зарубіжних класиків: арії з опер та оперет, духовна музика, романси, українські народні пісні, сольні партії в «Реквіємі» В. А. Моцарта, Симфонії № 2 Малера, «Stabat Mater» Дж. Перголезі, партія Любаші («Царева наречена» М. Римського-Корсакова), а також сучасна українська естрада: пісні Олександра Злотника, Ігора Поклада, Ярослава Музики та пісні Львівських композиторів, серед яких є Наталія Тарнавська, Любомир Тарнавський, Мирон Дацко, Віктор Камінський, Ігор Білозір, Володимир Івасюк, Мирослав Скорик та багато інших.

## Соціальна діяльність
Ірена Грех постійно бере участь в творчих проектах виховання молоді, активно виступаючи на мистецьких проектах «Пісня буде поміж нас» (присвяченого творчості В. Івасюка та Ігора Білозіра), «Дзвони Чорнобиля», «Пісні Майдану», «Історія у пісні лине» (присвяченого Героям Крут), «Vivere memento» (концерт сучасної пісні композитора Н. Тарнавської на слова І. Франка), а також має записи на Львівському телебаченні. 
Співачка бере участь в благодійній діяльності соціального проекту для дітей учасників АТО та Героїв Небесної Сотні "Мій тато захищає Україну", а також в благодійних концертах Львівського Палацу Мистецтв. Виконуваним репертуаром робить гідний внесок в благородну справу національно-патріотичного виховання молоді, пропагуючи кращі зразки української пісенної творчості. Творчий внесок співачки у 2018 році відзначено такими нагородами: медаллю "За служіння мистецтву України", дипломом Львівської облдержадміністрації, почесною подякою Міністерства культури України за вагомий особистий внесок у розвиток української культури і мистецтва та високий багаторічний професіоналізм.